# Dollnstein
Dollnstein település Németországban, azon belül Bajorországban. Lakosainak száma 2939 fő (2023. december 31.). Dollnstein Mörnsheim, Schernfeld és Wellheim községekkel határos.

## Népesség
A település népessége az elmúlt években az alábbi módon változott:
| Lakosok száma | 835  | 1460 | 1679 | 2566 | 2731 | 2752 | 2857 | 2863 | 2854 | 2939 |
|               | 1875 | 1950 | 1975 | 1987 | 2012 | 2014 | 2016 | 2017 | 2021 | 2023 |